# 나카하라구
나카하라구(일본어: 中原区)는 일본 가나가와현 가와사키시의 7개 구 중 하나이다. 구청은 중심 지역의 고스기마치에 있다.

## 지리
가와사키시의 중앙에 위치한다. 사이와이구, 다카쓰구와 접하고 요코하마시 고호쿠구, 도쿄도 오타구, 세타가야구와 접한다.

## 교통

### 철도
- 동일본 여객철도
  - 난부선
  - 요코스카선
  - 무사시노선

- 도카이 여객철도
  - 도카이도 신칸센(역 없이 통과함)

- 도큐 전철
  - 도요코선
  - 메구로선

### 도로
- 국도 409호선